# پایین‌رانش

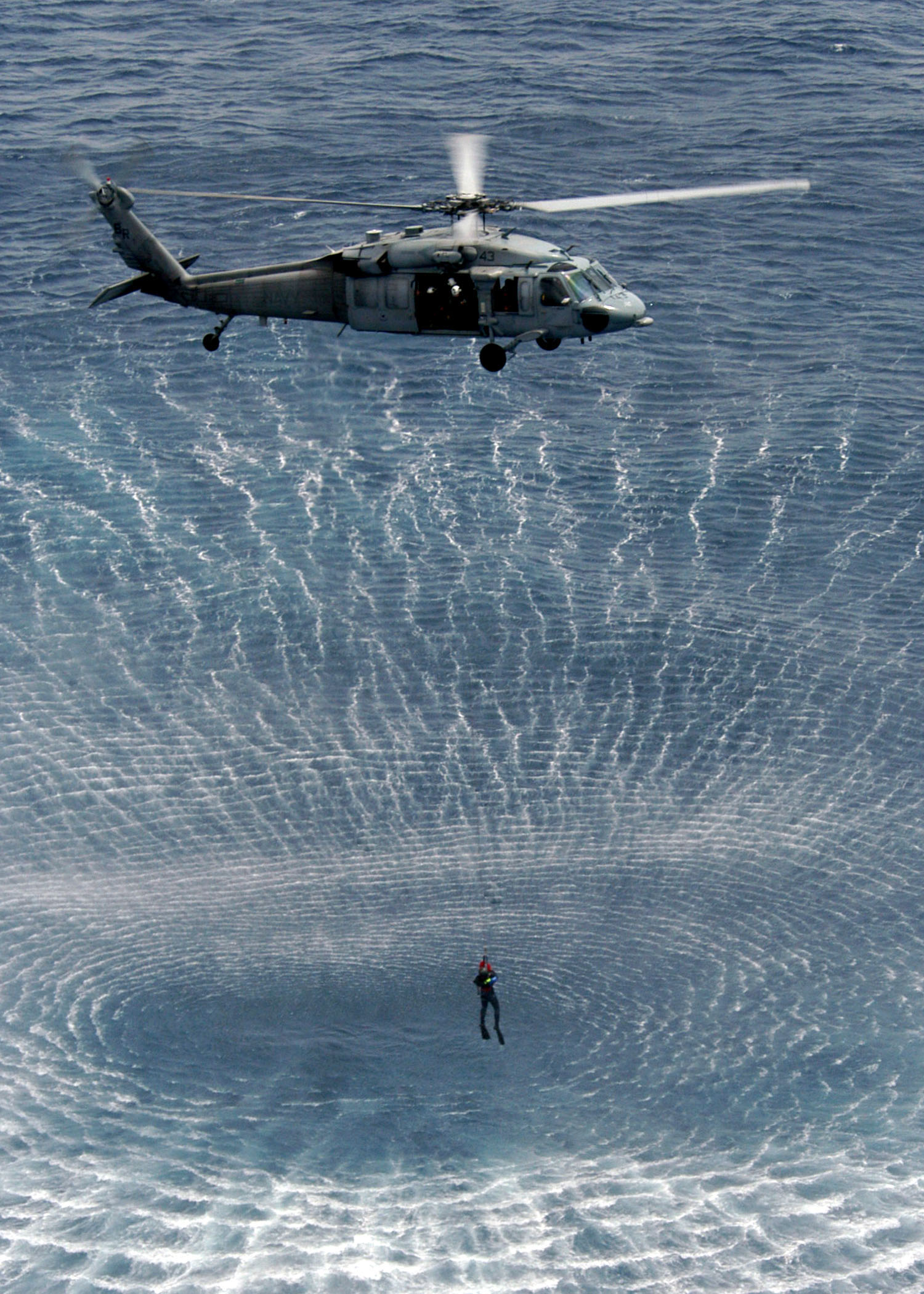
هاور کردن سیکورسکی اس‌اچ-۶۰ سیهاوک بر روی دریا و اثرات بجامانده از پایین‌رانش بر سطح آب

پایین‌رانش (به انگلیسی: Downwash) به جابجایی هوایی گفته می‌شود که به وسیلهٔ ماهی‌واره، بال یا پروانه اصلی بالگرد به سمت پایین جریان می‌یابد؛ اگر این هوای جابجا شده به میزان کافی باشد، نیروی برآر نیز برای هواگرد فراهم خواهد شد.
«پایین‌رانش» از گردش یک ماهی‌واره بر پایهٔ قانون سوم نیوتون به‌وجود می‌آید و نیروی کافی برای غلبه بر وزن هواگرد را فراهم می‌نماید. برای نمونه در یک بالگرد، این پایین‌رانش موجب می‌شود تا بالگرد بر وزن خود چیره شده و بتواند در هوا شناور بماند.